# Ardito Cristiani
Ardito Cristiani (Ancona, 15 marzo 1913 – Buenos Aires, Argentina, 23 aprile 2002) è stato un militare e aviatore italiano, che partecipò alla guerra di Spagna e alla seconda guerra mondiale. Decorato con tre Medaglie d'argento e tre di bronzo al valor militare e con una croce di guerra al valor militare.

## Biografia
Nacque ad Ancona il 15 marzo 1913, e si trasferì in giovane età a Roma al seguito della famiglia.  Diplomatosi presso l'Istituto tecnico "Leonardo da Vinci", promettente appassionato di pallacanestro, militò dapprima nella formazione B della S.S. Lazio e nel 1934 divenne amico di Bruno Mussolini quando entrambi militavano nella Società Sportiva Parioli. Appassionatosi al mondo dell'aviazione,  nel luglio del 1937 si arruolò nella Regia Aeronautica come sottotenente pilota di complemento e fu destinato a prestare servizio presso uno Stormo da Bombardamento Terrestre. Dopo il servizio di prima nomina venne autorizzato a rimanere in servizio e ottenne di partecipare alla guerra di Spagna. Durante le operazioni belliche fu decorato con una medaglia di bronzo e una croce di guerra al valor militare. Rimpatriato, nel novembre 1939 fu ammesso al corso di integrazione per ufficiali in servizio permanente effettivo. presso la Scuola di Applicazione della Regia Aeronautica e promosso tenente. Partecipò successivamente alla seconda guerra mondiale inizialmente in forza al 41º Gruppo Autonomo Bombardamento Terrestre, 12º Stormo, dell'Aeronautica dell'Egeo, al comando di Ettore Muti, equipaggiato con velivoli Savoia-Marchetti S.79 Sparviero. Il 6 agosto 1940 partecipò con il suo reparto al bombardamento dei depositi di petrolio e dell'oleodotto di Haifa. Il 20 gennaio 1941 il 41º Gruppo lasciò i suoi CANT Z.1007 Alcione e fu riequipaggiato a Littoria, provincia di Latina, con i nuovissimi Savoia-Marchetti S.M.84. Il reparto operò dall'aeroporto di Gadurrà fino al 9 febbraio 1942. Durante una sosta all'aeroporto di Catania-Fontanarossa fece provare il nuovo S.M.84 al tenente Guido Robone, uno dei primi piloti di aerosiluranti, e mentre questi era in volo effettuò un attacco fittizio impostando una virata di scampo l'aereo rispose automaticamente tirando fuori le superfici di ipersostentazione. I due piloti furono estremamente veloci nell'abbassare il muso acquistando velocità al fine di evitare che l'aereo andasse in stallo e precipitasse.
Nel novembre 1942 il 41º Gruppo divenne autonomo ed assegnato alla specialità aerosiluranti, operando dall'aeroporto di Pisa-San Giusto. Durante il servizio nei reparti aerosiluranti fu citato sul bollettino di guerra straordinario n.484 avendo colpito due incrociatori ausiliari britannici e contribuito all'abbattimento di un aereo da caccia. Promosso capitano per meriti di guerra nel 1943, al termine del conflitto era stato decorato di tre medaglie d'argento e due medaglie di bronzo al valor militare. Continuò la sua carriera nell'Aeronautica Militare Italiana fino a raggiungere il grado di tenente colonnello. Una volta congedatosi si trasferì con la famiglia in Argentina, dove si spense scomparso il 23 aprile 2002.

### Il bombardamento di Port Sudan
Nella primavera del 1943, in base ad alcune informazioni giunte dai connazionali ancora residenti in Eritrea, lo Stato maggiore della Regia Aeronautica progettò il bombardamento dell'aeroporto di Gura, che si trovava a circa 30 km dall'Asmara. Tale base aerea stava venendo enormemente ampliata dagli americani, a cura dei tecnici della Douglas Aircraft Company, al fine di diventare un centro di manutenzione dei bombardieri Consolidated B-24 Liberator impiegati dall'USAAF nelle missioni in Europa. Per questa missione furono selezionati due Savoia-Marchetti S.M.75 GA del Nucleo Comunicazioni della LATI, gli esemplari I-BUBA (numero di costruzione 32056, matricola militare MM.60539), già protagonista della missione in Giappone e l'I-TAMO (numero di costruzione 32060, matricola militare MM.60543), che vennero appositamente modificati allo scopo. Furono installati un correttore di rotta ed un serbatoio supplementare in fusoliera, cosa che richiese alcune verifiche dei centraggi, e vennero particolarmente messi a punto i motori Alfa Romeo 128 RC.18 per ridurre al minimo i consumi di carburante, ottenendo alla fine una incredibile riduzione del consumo a 230 gr/CV al posto degli originari 400. Per la sistemazione delle 10 bombe da 100 kg previste furono installate nel vano di carico inferiore delle rastrelliere, complete dei congegni per lo sgancio, e, nelle cabine di pilotaggio, un traguardo di puntamento Jozza G.3A. Per alleggerire al massimo i velivoli, vennero smontate le torrette dorsali Caproni-Lanciani Delta “E”, dotate di una mitragliatrice Isotta Fraschini-Scotti da 12,7 mm, lasciando i velivoli totalmente indifesi. Come piloti dei due aerei vennero scelti il capitano pilota Max Peroli, di cui lui era il secondo, per l'MM. 60539 e il comandante maggiore Giulio Cesare Villa  per l'MM. 60543. I due velivoli si trasferirono da Roma a Rodi-Gadurrà il 19 maggio preparandosi meticolosamente per la missione. I due aerei decollarono da Rodi alle 6:45 del 23 maggio, e volarono sul mare a una quota di 20 metri in direzione della coste della Libia, a Marsa Matruh, e poi una volta arrivati sulla valle del Nilo salirono ad una quota di 3.000 m. A causa di un anomalo consumo di carburante Peroli dovette puntare sull'obiettivo alternativo di Porto Sudan, che fu attaccato regolarmente alle 23:30, mentre il velivolo di Villa arrivò regolarmente sull'aeroporto di Gura sganciando regolarmente il suo carico bellico. I due aerei ritornarono senza problemi a Rodi, con quello di Villa che atterrò alle 6:45 del 24 maggio, dopo aver percorso 6.418 km.

### Annotazioni
1. ↑  All'entrata in guerra del Regno d'Italia, avvenuta il 10 giugno 1940, nel suo reparto militavano altri due atleti della Società Sportiva Parioli, Ezio Varisco e Dorando Cionni.
2. ↑  L'equipaggio era formato dal capitano pilota Max Peroli, dal secondo pilota capitano Ardito Cristiani, dal sottotenente marconista Mario Marasco, e dal sergente motorista Giuseppe Boero.
3. ↑  L'equipaggio era formato dal maggiore pilota Giulio Cesare Villa, dal secondo pilota capitano Manlio Lizzani, dal maresciallo motorista Giovanni Mazza, e dal maresciallo marconista Luigi Benvenuto.

### Fonti
1. 1 2 3 4 5 6 7 8 9 10 11  Ardito Cristiani, in "Il Messaggero" del maggio 1943.
2. 1 2  Brotzu, Caso, Cosolo 1972, p. 57.
3. ↑  Brotzu, Caso, Cosolo 1973, p. 84.
4. ↑  Brotzu, Caso, Cosolo 1973, p. 85.
5. 1 2  Brotzu, Caso, Cosolo 1973, p. 86.
6. ↑  Dunning 1988, p. 37.
7. ↑  Brotzu, Caso 1975, p. 79.
8. 1 2 3 4 5 6 7 8  Brotzu, Caso 1975, p. 80.
9. ↑  Brotzu, Caso 1975, p. 81.